# ساربان دمويي
ساربان دمويي (بالفارسية: ساربان دمویی) هي قرية تقع في قسم جلغة تشاة هاشم الريفي (مقاطعة دلغان) في إيران. يقدر عدد سكانها بـ 55 نسمة بحسب إحصاء 2016.